# Guhlkainde
Guhlkainde (Llaneros) /Gû'l‛ka-ĭ′nde =plains people/, jedna od lokalnih skupina Mescalero Apača čiji se dom nalazio na području Staked Plainsa (Llano Estacado), istočno od rijeke Pecos u Teksasu i Novom Meksiku. Ostali rani nazivi koji se odnose na njih su Cuelcajen-né, Cuelcajenne i kod Margery H. Krieger Cuelcajeme.

## Vanjske poveznice
- Guhlkainde Indians